# Vehlen (Bensdorf)
Vehlen ist ein Ortsteil der Gemeinde Bensdorf im äußersten Westen des Landes Brandenburg an der Grenze zu Sachsen-Anhalt im Landkreis Potsdam-Mittelmark.

## Geografie
Vehlen liegt im Nordwesten der Gemeinde Bensdorf. Westlich liegt die Landesgrenze zu Sachsen-Anhalt, nördlich die Kreisgrenze zum Landkreis Havelland. Etwa einen Kilometer südöstlich liegt der Bensdorfer Ortsteil Altbensdorf. Zu Vehlen gehört der Wohnplatz Dunke beziehungsweise Genzhof, der nordwestlich des eigentlichen Dorfes liegt. Die nächsten größeren Städte sind Brandenburg an der Havel mit dem Stadtteil Plaue etwa sechs Kilometer östlich und Genthin etwa zehn Kilometer westlich.
Unmittelbar am westlichen Dorfrand schließt sich ein eiszeitlicher Höhenzug an, die Vehlenschen Berge. Diese sandigen Hügel wurden während der letzten, der Weichselkaltzeit, an der Eisrandlage 1b der Brandenburg-Phase geformt und erreichen eine Höhe von 71,8 Meter.

## Geschichte
1782 lebten in Vehlen 148 Menschen. Es gehörte zum Amt Altenplathow. Die Einwohner waren entweder Untertanen des Amtes oder der Herrenfamilie von Hüncke, die auf dem Rittergut Möthlitz ihren Sitz hatte. Das Kirchenpatronat hatten zu dieser Zeit die Familie von Britzke und die Familie von Schlabrendorf inne. Letztere hatte ihren Herrensitz in Bensdorf. Bei Vehlen stand eine Mühle. Gegen 1820 betrug die Bevölkerung 152 Einwohner und das Kirchenpatronat war auf den Herren von Hünecke auf Möthlitz übergegangen. Die Feldmark Vehlens hatte zu dieser Zeit 2615 Morgen Land. Der zu Vehlen gehörende „Genzenhof“ wurde als Ackerhof der Erben des Vehlenschen Schulzen Genz mit zehn Einwohnern erwähnt. Vehlen gehörte zu dieser Zeit zum Landkreis Jerichow II in der preußischen Provinz Sachsen und dort zum Regierungsbezirk Magdeburg.
Am 1. Juli 1950 wurde Vehlen in die neue Gemeinde Bensdorf eingegliedert.
1952 wurde in der seit dem Jahr 1949 bestehenden DDR eine Verwaltungsreform durchgeführt. Die bestehenden Länder löste man auf und bildete statt derer Bezirke. In diesem Zusammenhang erfolgte auch eine Kreisgebietsreform, die zur Auflösung der bestehenden Kreise und zu Umstrukturierungen beziehungsweise Neuordnungen führte. Der Landkreis Jerichow II wurde aufgelöst. Die Gemeinde Bensdorf wurde in den neuen Kreis Brandenburg im Bezirk Potsdam integriert.

## Sehenswürdigkeiten
Einziges eingetragenes Baudenkmal Vehlens ist die Dorfkirche Vehlen, ein neugotischer Bau aus dem 19. Jahrhundert.